# リー郡 (ノースカロライナ州)
リー郡（英: Lee County）は、アメリカ合衆国ノースカロライナ州の中央部に位置する郡である。人口は6万3285人（2020年）。郡庁所在地はサンフォードであり、同郡で人口最大の都市である。

## 歴史
リー郡は1907年に、チャタム郡、ムーア郡、ハーネット郡のそれぞれ一部を合わせて設立された。郡名は南北戦争時の南軍総司令官ロバート・E・リーに因んで名付けられた。

## 郡政府
リー郡は地域のトライアングル・J自治体委員会のメンバーである。郡政府は7人の委員で構成される郡政委員会によって統治されており、委員は郡全体を選挙区に4年間任期で選ばれている。委員の半数（3人または4人）は2年毎に改選される。委員会は資産税率、土地用途の規制、自治体以外の区域分け、年度予算の採択など政策を立案する。通常毎月第1と第3月曜日に会合を行っている。

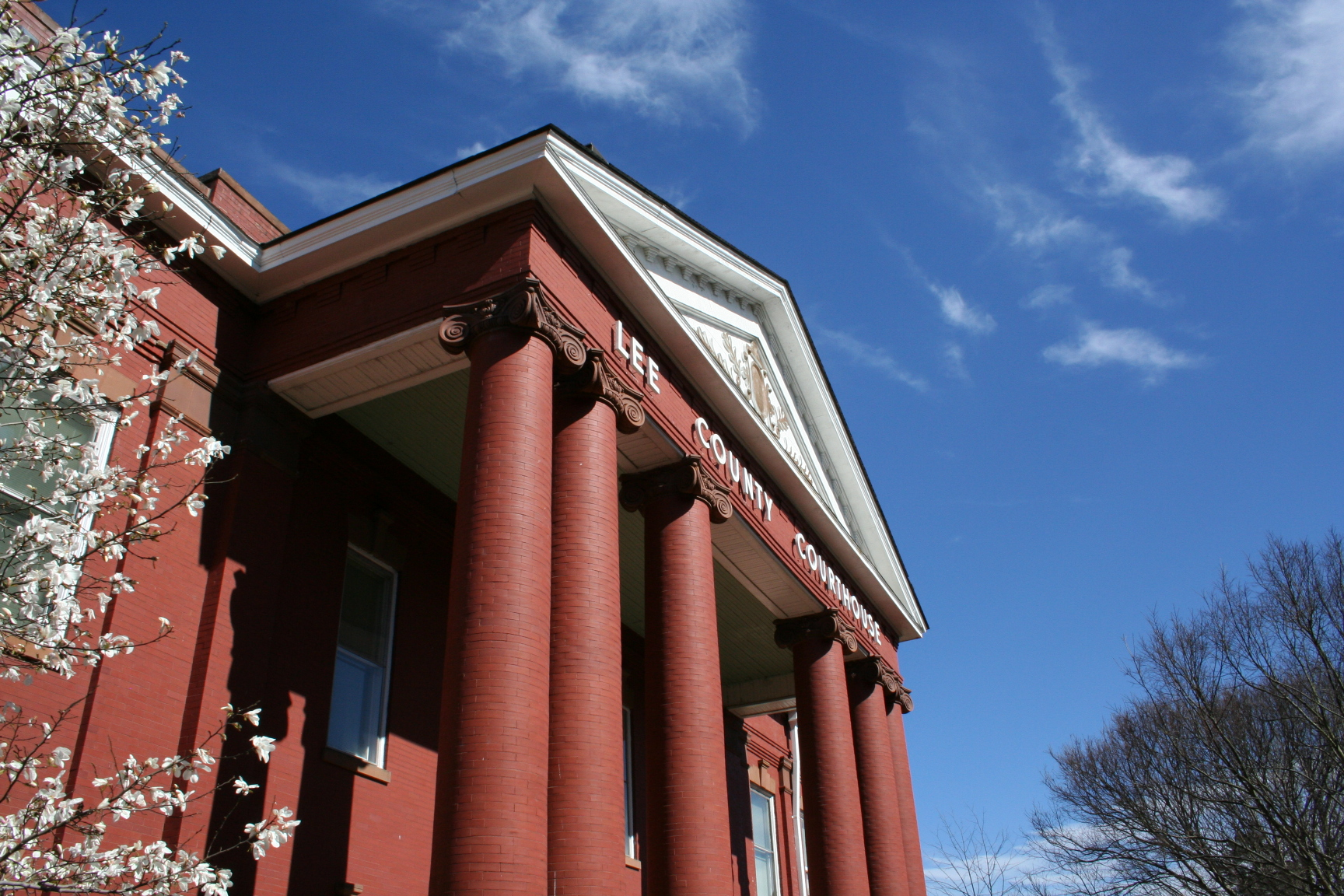
リー郡庁舎

## 地理
アメリカ合衆国国勢調査局に拠れば、郡域全面積は259平方マイル (670.8 km2)であり、このうち陸地257平方マイル (665.6 km2)、水域は2平方マイル (5.2 km2)で水域率は0.80%である。
郡北部はピードモント台地にあり、南部はサンドヒルズ（砂質の丘陵部）に入っている。

### 郡区
リー郡は8つの郡区に分割されており、番号が付加されている。第1郡区はグリーンウッド、第2郡区はジョーンズボロ、第3郡区はケイプフェア、第4郡区はディープリバー、第5郡区はイーストサンフォード、第6郡区はウェストサンフォード、第7郡区はポケット、第8郡区はトラムウェイである。

### 隣接する郡
- チャタム郡 - 北
- ハーネット郡 - 南東
- ムーア郡 - 南西

## 人口動態
以下は2000年国勢調査による人口統計データである。
| 基礎データ - 人口: 49,040人 - 世帯数: 18,466 世帯 - 家族数: 13,369 家族 - 人口密度: 74人/km2（191人/mi2） - 住居数: 19,909軒 - 住居密度: 30軒/km2（77軒/mi2） 人種別人口構成 - 白人: 70.03% - アフリカン・アメリカン: 20.46% - ネイティブ・アメリカン: 0.42% - アジア人: 0.67% - 太平洋諸島系: 0.04% - その他の人種: 7.33% - 混血: 1.06% - ヒスパニック・ラテン系: 11.65% | 年齢別人口構成 - 18歳未満: 25.7% - 18-24歳: 9.0% - 25-44歳: 29.7% - 45-64歳: 22.7% - 65歳以上: 12.9% - 年齢の中央値: 36歳 - 性比（女性100人あたり男性の人口） - 総人口: 97.5 - 18歳以上: 95.0 世帯と家族（対世帯数） - 18歳未満の子供がいる: 33.3% - 結婚・同居している夫婦: 54.3% - 未婚・離婚・死別女性が世帯主: 13.4% - 非家族世帯: 27.6% - 単身世帯: 23.5% - 65歳以上の老人1人暮らし: 8.8% - 平均構成人数 - 世帯: 2.61人 - 家族: 3.05人 | 収入と家計 - 収入の中央値 - 世帯: 38,900米ドル - 家族: 45,373米ドル - 性別 - 男性: 32,780米ドル - 女性: 23,660米ドル - 人口1人あたり収入: 19,147米ドル - 貧困線以下 - 対人口: 12.8% - 対家族数: 9.8% - 18歳未満: 16.5% - 65歳以上: 12.2% |

## 都市と町

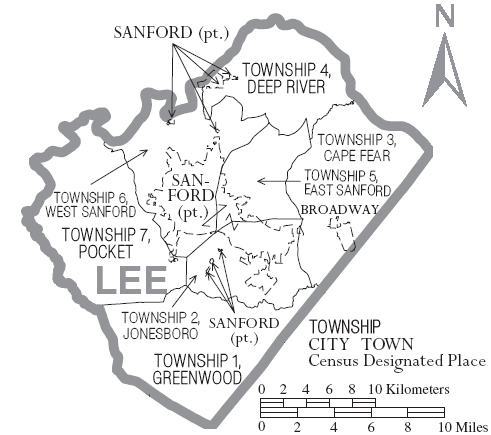
リー郡の自治体と郡区

- ブロードウェイ
- カムノック
- サンフォード - 郡庁所在地
- リーモンスプリングス
- トラムウェイ

## 経済
- リー郡は昔から国内でも最大級の煉瓦製造地域である
- 郡内の主要作物は綿花とタバコである
- リー郡は三畳紀盆地の中央にあり、州内でも最も石油と天然ガスが埋蔵されている地帯にある。今後水平掘削の中心になると見られている。